# Homossexualidade e vampiros
Homossexualidade em vampirismo é um tropo principalmente literário e cinematográfico, mais conhecido por suas vampiras lésbicas, que se origina na literatura do século XIX e usa a figura do vampiro como um símbolo de sexualidade transgressora e predatória. De certa forma, o vampiro é percebido como uma metáfora para a homossexualidade, onde o "morto-vivo" é uma criatura de aparência humana, mas deve esconder sua verdadeira natureza para evitar a rejeição e perseguição da sociedade. Além disso, as convenções do gênero de vampiro, especificamente o controle da mente exibido em muitos filmes, permite uma sedução forçada de supostas mulheres ou meninas heterossexuais, por vampiras lésbicas.
Durante o século XX, com a figura do vampiro "humanizado", esta metáfora transgressiva desaparece gradualmente e a homossexualidade vampírica adquire semelhanças das pessoas LGBT comuns em algumas obras.

## Literatura

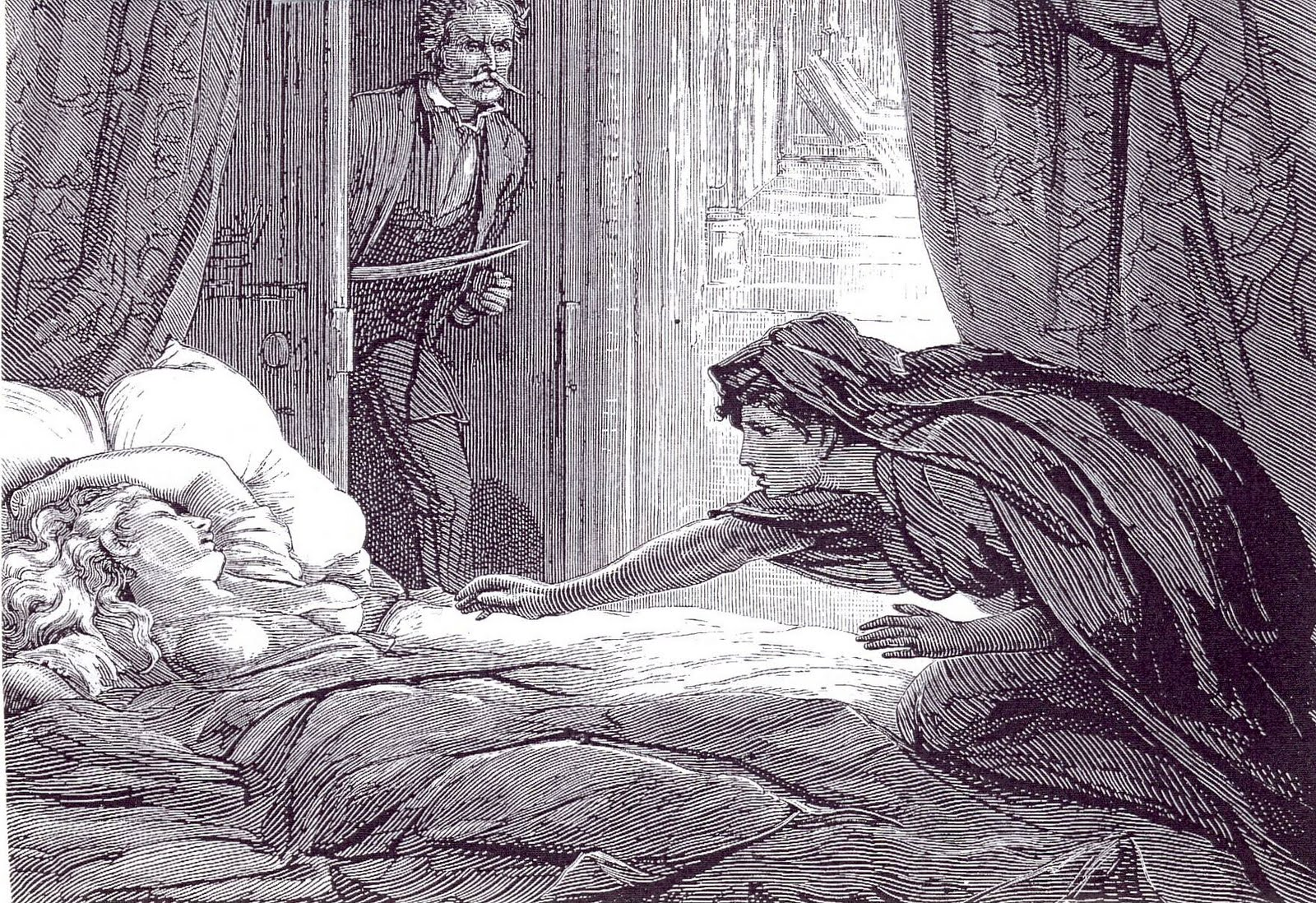
Ilustração de D. H. Friston que acompanhou a primeira publicação da novela de vampira lésbica, Carmilla, na revista The Dark Blue em 1872

As primeiras conotações homossexuais na figura do vampiro aparecem na era vitoriana, inspirado na lenda macabra e mórbida que rodeava a condessa húngara Elizabeth Bathory, que, de acordo com as alegações, sequestrava donzelas para banhar-se no sangue e preservar sua juventude e beleza e em versões posteriores, para um prazer sexual sádico. Neste contexto, surge o tropo ou arquétipo da vampira lésbica, popular nos filmes Exploitation do século 20, que tem suas raízes no livro Carmilla (1872) de Sheridan Le Fanu, sobre o amor de uma vampira (a personagem-título) para uma jovem mulher (a narradora, Laura):

"Às vezes, após uma hora de apatia, a minha estranha e bela companheira tomava a minha mão e segurava-a com uma carinhosa pressão, renovada seguidamente, corando suavemente, encarando-me com olhos langorosos e ardentes, respirando tão rápido que seu vestido erguia-se e abaixava-se com a tumultuada respiração. Foi como o ardor de um amante, que me embaraçou. Foi odioso e ainda assim, dominador. Com os olhos sedutores, ela atraia-me para ela e seus lábios ardentes passeavam ao longo de meu rosto em beijos. Ela sussurrava, quase em soluços:
— Você é minha, você será minha, você e eu somos uma para sempre." (Carmilla, Capítulo 4).
Esta foi uma maneira de sugerir a ideia tabu de lesbianismo em um contexto de fantasia, fortemente censurado no reino do realismo social.  
A homossexualidade masculina é refletida diretamente pela primeira vez, na história Manor (1884) de Karl Heinrich Ulrichs, onde vampirismo está intimamente ligado ao relacionamento proibido entre dois jovens cujo amor sobrevive à morte de um deles. Apesar da oposição da sociedade para o vampirismo, ambos encontram a paz na morte. Em The True Story of a Vampire (1894) de Eric Stenbock, o autor usa a homossexualidade masculina como uma reflexão trágica de vampirismo, embora seja conhecido pela sua intenção de fazer paródia com Carmilla. 
Durante o século XX, o uso da figura do vampiro como um símbolo da homossexualidade é limitada pela censura oficial, embora existam algumas histórias onde esta conotação aparece mais ou menos insinuada, como em The House of the Vampire (1907) por George Sylvester Viereck, onde um jovem artista é seduzido por seu mentor, que visa arrancar a sua criatividade. Durante este século desenvolveu um tipo de literatura dirigida ao público gay, e o vampiro perdeu sua sexualidade transgressora como parte de sua natureza predatória, e a homossexualidade tornou-se uma característica mais do mesmo, sem diferenciação clara. Na saga Vampire Chronicles (1976-2014) de Anne Rice, diversos personagens tem tendência ao homoerotismo intenso, como Lestat e Louis ou Marius e Armand. Em Lost Souls (1992) de Poppy Z. Brite, muitos dos personagens mantem uma elevada carga de ambiguidade sexual, ou diretamente a orientação homossexual, com descrições vívidas que constituem um dos elementos do estilo do autor.
Com a revolução sexual do final do século XX, a homossexualidade vampírica ganhou um lugar entre a literatura do gênero, mostrando vampiras lésbicas que muitas vezes refletem as características de sua antecessora Carmilla; ou vampiros andrógenos do aspecto romântico, bem como elementos de fundo, publicações eróticas ou diretamente pornográficas. Na saga True Blood (2001-2013), os vampiros muitas vezes têm uma orientação sexual ambígua e ligada à sua natureza predatória. De acordo com Charlaine Harris, autora da saga, sua intenção era criar um conflito alimentado pela integração de uma minoria marginalizada, utilizando os vampiros como molde. No início da saga, referindo-se a está alusão dos vampiros para o mundo como "o dia em que os vampiros saíram do caixão". O romance recente, Let Me In (2004), por John Ajvide Lindqvist, continuou com a figura da sexualidade transgressora do vampiro, no amor entre duas crianças, Oskar e Eli, este último um vampiro que foi castrado como parte de um jogo mórbido e, desde então, adotou uma identidade feminina.

## Filmes
Carmilla influenciou fortemente inúmeras obras cinematográficas da vampirismo lésbico, diretamente ou indiretamente.
Dracula's Daughter (1936) deu os primeiros sinais de atrações lésbicas em um filme de vampiro, na cena em que a personagem-título, interpretada por Gloria Holden, ataca uma garota atraente que ela convidou para sua casa pra posar para ela. A Universal destacou a atração da Condessa Zaleska para as mulheres em alguns de seus matérias de divulgação para o filme, usando a frase "Salvem as mulheres de Londres da Filha de Drácula!"
Carmilla de Le Fanu foi adaptado livremente em Vampyr (1932) de Carl Theodor Dreyer, mas a primeira indicação da homossexualidade da personagem nos cinemas foi em Sangue e Rosas, (1960) de Roger Vadim. Conteúdo lésbico mais explicito foi exibido na trilogia Karnstein da Hammer Studios, adaptação livre de Carmilla. The Vampire Lovers (1970) foi o primeiro, estrelado por Ingrid Pitt e Madeline Smith. Ele recontou de maneira relativamente simples a novela de Le Fanu, mas com mais evidências de violência e sexualidade. O seguinte,Lust for a Vampire (1971), com Yutte Stensgaard substituindo Pitt como Micarlla\Carmilla, que retorna para violar as alunas de um internato. Nesta versão ela se apaixona por um professor da escola. Twins of Evil (1972) teve menos conteúdo "lésbico", com uma vampira mordendo vítimas femininas no peito. Ela foi estrelada pelas gêmeas da Playboy, Madalena e Maria Collinson. Parcialmente devido à censura da BBFC (Hearn e Barnes, 1998), a trilogia da Hammer foi tendo menos elementos lésbicos a cada filme. 
Vampyros Lesbos (1971) de Jesús Franco, pode ser considerado o mais focado filme de Exploitation sobre o tema de vampira lésbica. Vampyros Lesbos foi referenciado por Quentin Tarantino em seu filme Jackie Brown de 1997.
Uma forma mais específica de lesbianismo vampírico envolve atração incestuosa, seja expressa ou consumada. O filme lucha libre de 2007,  Mil Mascaras vs. the Aztec Mummy, inclui uma cena envolvendo duas vampiras adolescentes, irmãs gêmeas, que expressam sua atração uma pra outra como parte de uma tentativa para atrair Mil Mascaras em uma das três vias do encontro que é, na verdade, uma armadilha.
O gênero também foi parodiado em "Lesbian Vampire Lovers of Lust"" episódio de Dr. Terrible's House of Horrible, uma série de televisão de comédia. O filme de vampiro britânico, Razor Blade Smile (1998), que apresenta-se, em parte, como uma série de homenagens a clichês de outros filmes de vampiro, inclui uma erótica cena de vampira lésbica, bem como semelhantes episódios heterossexuais. Em 2001, no filme Jesus Christ Vampire Hunter, Jesus Cristo luta contra vampiros para proteger lésbicas de se tornarem vampiras. Outra paródia do gênero, intitulada Lesbian Vampire Killers, foi lançado em 2009.
Isabel Báthory, o protótipo da vida real para a moderna vampira lésbica, aparece como uma personagem em vários filmes—embora nem sempre incluíam elementos lésbicos—incluindo Filhas das Trevas (1971) pelo diretor belga Harry Kumel, Condessa Drácula da Hammer (1971),Immoral Tales (1974), dirigido por  Walerian Borowczyk, A Condessa Sangrenta (Ceremonia sangrienta) (1973), dirigido por Jorge Grau, e Eternal (2005).
Embora desde o início os filmes de vampiro mostram eles atacando personagens masculinos, geralmente estes atos aparecem despojado de conotação sexual e como elementos de natureza predatória e monstruosa; os exemplos de homoerotismo são muitas vezes reduzidos pelos limites da censura. Em muitos casos, o vampiro nunca comer homens, enfrentando-os em uma luta feroz como meros adversários e não como um objeto de desejo sexual e comida. As Noivas de Drácula (1960) investiga os aspectos sexuais do vampirismo com implicação indireta para o incesto, homossexualidade e sadomasoquismo por Barão Meinster, o vilão do filme.
A homossexualidade masculina é refletida diretamente pela primeira vez, como um elemento cômico em A Dança dos Vampiros (1967), de Roman Polanski, onde o primeiro vampiro gay do cinema, o filho afeminado do Conde von Krolock aparece. Outros exemplos de vampiros gays no cinema continuam a ser escassos, exceto nas adaptações de Entrevista com o Vampiro (1994) de Neil Jordan, onde existe uma relação sexual latente entre os protagonistas.
Menção especial a indústria pornográfica, onde a figura do vampiro tem sido utilizada em vários filmes, derivado de seu sucesso como figura erótica, mas onde a sexualidade adquire própria relevância do gênero e vampirismo é simplesmente um elemento de fundo. Entre eles estão várias produções com homossexuais masculinos e femininos. Há vários exemplos como Dracula and the Boys (1969), Gayracula (1983), The Vampire of Budapest (1995), Lust for Dracula (2005) (versão lésbica de Drácula) e Twinklight (2010) (versão gay de Crepúsculo).

## Em outras mídias
A Gilda Stories por Jewelle Gomez apresenta uma lésbica que escapa da escravidão em 1850 e entra para um grupo de vampiros. A novela ganhou dois Lambda Literary Awards.
A peça de teatro de Elfriede Jelinek, Illness or Modern Women, uma leitura moderna de Carmilla, tem duas vampiras lésbicas como protagonistas. Emily, uma mulher e enfermeira, torna-se uma vampira e transforma sua amiga, Carmilla, em uma vampira também. As duas se apaixonam e bebem sangue de crianças. No fim, elas são caçados por seus maridos e assassinadas.
Outros exemplos são o mangá Vampire Princess Miyu, onde certas conotações homoeróticas entre a vampira Miyu e sua oponente Himeko, e tentam lutar contra ela.
Na televisão, a homossexualidade vampírica tem aparecido muito ocasionalmente, uma exceção principal é a série de televisão The Lair, principalmente porque é dirigida a um público homossexual. Na telenovela chilena sobre vampiros, Conde Vrolok, a personagem Ursula Donoso mantinha relações lésbicas com várias mulheres da trama.
O lesbianismo vampírico também aparece na série de TV, True Blood; as vampiras Beaufort Pam e Sophie-Anne Leclercq são alguns dos exemplos mais visíveis.